# Leucauge pondae
Leucauge pondae este o specie de păianjeni din genul Leucauge, familia Tetragnathidae, descrisă de Tikader, 1970. Conform Catalogue of Life specia Leucauge pondae nu are subspecii cunoscute.